# ロニー・ブレイクリー
ロニー・ブレイクリー（Ronee Blakley、1945年8月24日 - ）は、アメリカ合衆国の女優。

## 出演作品
- 新・死霊伝説
- ハイスクール・ボンバーズ
- エルム街の悪夢（マージ・トンプソン）
- ジェームズ・コバーンの 新ハスラー
- ニックス・ムービー／水上の稲妻
- さよならミス・ワイコフ
- レナルド＆クララ
- ザ・ドライバー（ザ・コネクション）
- ナッシュビル